# 黑衣人 (漫画)
《黑衣人》（英語：The Men in Black），是美国的漫画，由洛厄尔坎宁安创作和编写，由桑迪卡拉瑟斯插图，最初发表的Aircel漫画。该漫画共有三个系列并从1990年开始发布。后改编称电影并在获得商业上的成功，其后拍摄了两个续集和各种衍生产品（包括一些在漫威漫画又被收購）。洛厄尔坎宁安称该漫画的创意源于他的一个朋友看到一个穿着黑衣服的政府官员坐在黑色的车上。